# Nesso familiare
Il termine nesso familiare (family nexus) venne usato dallo psichiatra Ronald David Laing per descrivere un comune punto di vista tenuto e rinforzato dalla maggioranza dei membri che compongono il nucleo familiare in merito ad eventi interni della famiglia e al modo di relazionarsi al mondo. 
Può essere paragonato all'"apparato psichico familiare", una base psichica inconscia, comune ai membri del gruppo familiare, inducente una specifica esperienza di appartenenza".

## Laing e la schizofrenia
Laing era particolarmente interessato alla schizofrenia, credendo di poterla comprendere dal punto di vista della persona interessata. Egli vide come un potente nesso familiare potesse vittimizzare un membro, di solito un bambino, che si trova nella condizione di non essere capace di parlare o anche pensare la 'verità' senza essere castigato dal gruppo, il quale spesso investe interessi nella perpetuazione del mito familiare e nell'esclusione della realtà. Secondo Laing "ciò che viene chiamato episodio psicotico in una persona spesso può essere inteso come un particolare tipo di crisi nell'inter-esperienza del nesso".
Spesso incluso nel movimento dell'antipsichiatria, Laing, si impegnava a vedere le cose in termini di esistenzialismo, enfatizzando la diversità tra 'essere' o 'essere in questo mondo' ed essere vivo. "Una questione fondamentale per l'analisi esistenziale dell'azione è in una certa misura e in qualche modo l'agente che viene svelato o nascosto ... nella e attraverso l'azione". Essere nel senso esistenzialista significa essere un oggetto per gli altri e, avendo gli altri come oggetti, in altre parole, trasportare un modello nella nostra testa di tutti gli altri significativi nella nostra vita. Questo modello fornisce la motivazione per molti nostri pensieri e azioni, senza che noi "cessiamo di essere" nel vero senso reale.

È questo interesse necessario per gli altri, al fine di "essere", che ci fa temere di contraddire un nesso familiare, rischiando così l'esclusione dalla famiglia. Tuttavia... 
 La distorsione che ne deriva nel non andare contro il nesso può forzare a pensare in modo erroneo - conducendo a "non essere nella realtà", cosa che Laing vede come l'essenza della schizofrenia, per cui "una delle questioni più importanti, quindi, è se tale sfiducia nei propri 'sentimenti' e la testimonianza degli altri deriva o meno da incongruenze persistenti all'interno di un nesso originario".

## Il nesso stretto e il doppio legame
"Tre o quattro persone in un nesso stretto [o chiuso] manterranno uno status quo che li soddisfa, formando un'alleanza collusiva onde neutralizzare chiunque ne minacci la stabilità". Rifacendosi alle congetture di W. R. Bion, riguardo al sentimento paralizzato della realtà che si realizza in concomitanza di questo stato, e su quanto riportano i riferimenti kleiniani sul fatto di come siamo tutti proni ad essere tirati all'interno di sistemi di fantasia sociali '), Laing descrive come "l'energia del nesso venga usata per prevenire qualsiasi cosa si muova... gli scambi di opinioni sono noiosi, ripetitivi, riguardano solo la banalità".
Laing considerava che "in un tale nesso familiare, ogni affermazione o gesto funziona come qualcosa di abbastanza diverso da ciò che appare essere e nessuna azione può essere 'accreditata' al 'significato' di ciò che sembra". Il suo associato Joseph Burke considera che in un tale nesso "potrebbe essere completato un unico modello di comunicazione". Le persone non parlano l'un l'altra, ma a ogni altra, e tangenzialmente, non in modo diretto... ciò che la gente dice viene spesso contraddetto dal modo in cui viene detto (tono della voce e/o mimica facciale e movimenti corporei)".
Ulteriore luce viene effusa su tali interazioni dal concetto di Gregory Bateson del doppio legame - "usato per descrivere una situazione in cui richieste contraddittorie vengono a gravare su di un bambino (o paziente) in modo tale che non vi sia alcuna via di fuga o di sfida". Laing considerava questa idea "rivoluzionaria per il concetto di ciò che veniva inteso come 'ambiente'" e che "questo paradigma di un'insolubile situazione 'impossibile da vincere', particolarmente distruttivo dell''identità dell'io', illuminava enormemente il modo in cui il modello disturbato del soggetto di comunicazione... [veniva ad essere] un riflesso del, e una reazione al, modello disturbato e disturbante che caratterizzava la sua famiglia di origine". In questa luce, ciò che noi chiamiamo 'malattia mentale' è quindi forse più il risultato di una configurazione problematica del nesso che il risultato necessario del nesso stesso: lo psicotico è "la palese vittima di una tragedia familiare profondamente dissimulata... il risultato finale di interazioni complesse e asimmetriche all'interno della sua famiglia".
Tuttavia, come Laing è stato attento a sottolineare, non era "una questione di attribuire il biasimo alla porta di qualcuno. La posizione insostenibile, il non poter vincere il doppio legame, la situazione di scacco matto, è per definizione non ovvia per i protagonisti... L'uomo in fondo al mucchio può essere schiacciato e soffocato a morte senza che nessuno se ne accorga, e tanto meno intendesse [farlo]" nel nesso più ampio.

## Critica di Collier
Andrew Collier ha criticato il dilemma esposto che lo stesso Laing sembra mai avesse definito in modo appropriato. In molta della sua produzione scritta Laing ipotizza uno stato incorrotto naturale per la mente umana, tendendo a condannare la società come causa della malattia mentale, (all'inizio) in termini alquanto marxisti. Egli vede la schizofrenia come un possibile processo curativo, un modo di lavorare attraverso le cose, che riporta alla normalità. Collier suggerisce che non vi è uno stato incorrotto, nessuna normalità, ma, piuttosto, in quanto animali sociali, noi abbiamo tutti bisogno di incorporare gli altri all'interno di un nesso per poter 'essere'. Tutti noi dobbiamo forse essere 'matti' in qualche misura se vogliamo operare nella società, piuttosto che come solitari, ma essere nient'altro che uniformemente pazzi. La natura del 'dovere essere' pazzo, tuttavia, rimane non stabilita.

## Terapia
La psicoterapia oggi viene a trovarsi in molte forme, seguendo diverse scuole di pensiero. La psicoanalisi enfatizza l'esperienza dell'infanzia e vestigia di sentimenti, benché Freud sottolineasse il ruolo della società nelle sue opere successive, come ne Il disagio della civiltà. La terapia familiare si impegna a riunire le famiglie, incoraggiandole a elaborare le loro interazioni, ma potrebbe (a seconda dell'orientamento teorico) offrire o no supporto alle vittima del nesso familiare, la quale può dunque essere punita per qualcosa che osa rivelare o accennare e (per mancanza di una rete di supporto) restare sottomesso alla silente intimidazione insita nella terapia familiare, non volendo rischiare l'esclusione e il conseguente 'cessare di essere'.
Il terapeuta familiare vigile tuttavia eviterà di prendere la parte della famiglia... o quella del capro espiatorio. Non si deve prendere le parti di nessuno, in quanto, se così fosse, si entrerebbe nella situazione di attribuire la colpa a qualcuno... Si deve trattare la famiglia come un sistema, senza colpevolizzare nessuno... Necessita che tutti sentano di essere sostenuti.